# They’re Here
They're Here – pierwszy singel z albumu Stigma, drugiego w dorobku brytyjskiej grupy EMF.

## Lista utworów

### CD Single UK[1]
1. They're Here 3:51 (single version)
2. Phantasmagoric 5:02
3. Low Spark of High Heeled Boys 5:24 (cover zespołu Traffic)

### 7Vinyl Niemcy[2]
1. They're Here 3:49 (single version)
2. Phantasmagoric 5:01

### 12Vinyl US[3]
1. They're Here (Cenobite Mix) 5:30
2. They're Here (Mosh Mix) 4:12
3. Phantasmagoric 5:01
4. They're Here (album version) 4:22